# Hemibystra infulata
Hemibystra infulata är en stekelart som beskrevs av Heinrich 1968. Hemibystra infulata ingår i släktet Hemibystra och familjen brokparasitsteklar. Inga underarter finns listade i Catalogue of Life.